# Municipio de San Juan Bautista Cuicatlán
El municipio de San Juan Bautista Cuicatlán (del náhuatl: cuica, tlan ‘cantar, tierra’‘Tierra del canto’)es uno de los 570 municipios que conforman al estado mexicano de Oaxaca. Pertenece al distrito de Cuicatlán, dentro de la Región Sierra de Flores Magón. Su cabecera, ubicada a 420 km de la Ciudad de México, es la localidad de San Juan Bautista Cuicatlán.

## Geografía
El municipio de San Juan Bautista Cuicatlán se encuentra ubicado en el centro-norte del estado de Oaxaca. Forma parte del distrito de Cuicatlán y de la Región Sierra de Flores Magón. Tiene una extensión territorial de 498.008 kilómetros cuadrados que representan el 0.53% de la extensión total del estado. 
Sus coordenadas geográficas extremas son 17°30′ - 17°57′ de latitud norte y 96°51′ - 97°9′ de longitud oeste y su altitud va de un mínimo de 400 a un máximo de 2600 metros sobre el nivel del mar.
El municipio limita al noroeste con el municipio de Santa María Ixcatlán, al norte con el municipio de Santa María Tecomavaca y el municipio de Mazatlán Villa de Flores y al noreste con el municipio de Cuyamecalco Villa de Zaragoza. Al este los límites corresponden al municipio de Concepción Pápalo, el municipio de Santos Reyes Pápalo, el municipio de San Juan Tepeuxila y el municipio de San Juan Bautista Atatlahuca; al sur limita con el municipio de Santiago Nacaltepec y el municipio de Santiago Huauclilla, al suroeste con el municipio de San Pedro Coxcaltepec Cántaros y el municipio de Santa María Apazco. Finalmente, al oeste limita con el municipio de San Pedro Jaltepetongo, el municipio de Valerio Trujano, el municipio de San Pedro Jocotipac y el municipio de San Miguel Huautla.

## Demografía
El municipio de San Juan Bautista Cuicatlán, de acuerdo con los resultados del Censo de Población y Vivienda llevado a cabo en 2010 por el Instituto Nacional de Estadística y Geografía, tiene una población total de 9 441 personas, de las que 4601 son hombres y 4840 son mujeres.
La densidad de población asciende a un total de 18.96 personas por kilómetro cuadrado.

### Localidades
El municipio incluye en su territorio un total de 31 localidades. Las principales, considerando su población del censo de 2010, son:
| Localidad                   | Población (2010) |
| --------------------------- | ---------------- |
| San Juan Bautista Cuicatlán | 3 908            |
| San Pedro Chicozapotes      | 884              |
| San Juan Coyula             | 719              |
| San Francisco Tutepetongo   | 694              |
| San José del Chilar         | 690              |
| Santiago Dominguillo        | 371              |
| Santiago Quiotepec          | 150              |
| Total municipio             | 9 441            |

## Historia
Durante la época prehispánica fue un reino cicatero, del que toma el nombre. Fue dado en encomienda por Cortés a Juan Tirado y posteriormente a 1524, a Juan de Jaso. Posteriormente en 1530 la Real Audiencia lo reasignaría a Tirado y posteriormente pasaría a dominios de la Corona española entre 1545 y 1548.
Hacia 1555 Cuicatlán fue subordinado temporalmente al corregimiento de Teutla, por no estar el corregidor en el poblado; posteriormente en 1579 Nanalcatepec se añade al corregimiento de Teutla. Hacia 1583 Cuicatlán y Tecomavaca fueron reunidos bajo un mismo corregimiento, que se hizo permanente hacia 1640.
En 1548 Cuicatlán estaba formado por cuatro barrios y tres estancias.
Se tiene noticia que ya para 1570 la iglesia de San Juan Bautista Cuicatlán se había convertido en una doctrina secular.
La documentación más antigua del municipio data de 1811

## Política
El gobierno del municipio de San Juan Bautista Cuicatlán es elegido mediante el principio de partidos políticos, como en la gran mayoría de los municipios de México. El gobierno le corresponde al ayuntamiento, conformado por el presidente municipal, un síndico y el cabildo integrado por seis regidores. Todos son elegidos mediante voto universal, directo y secreto para un periodo de tres años, que pueden ser renovables para un periodo adicional inmediato.

### Representación legislativa
Para la elección de diputados locales al Congreso de Oaxaca y de diputados federales a la Cámara de Diputados federal, el municipio de San Juan Bautista Cuicatlán se encuentra integrado en los siguientes distritos electorales:
Local:
- Distrito electoral local de 4 de Oaxaca, con cabecera en Teotitlán de Flores Magón.[7]

Federal:
- Distrito electoral federal 2 de Oaxaca, con cabecera en Teotitlán de Flores Magón.[8]